# Gutenfürst (Weischlitz)
Gutenfürst ist ein Ortsteil der Gemeinde Weischlitz im sächsischen Vogtlandkreis. Er wurde am 1. Januar 1994 mit sechs weiteren Gemeinden zur Gemeinde Burgstein zusammengeschlossen. Diese wurde wiederum am 1. Januar 2011 in die Großgemeinde Weischlitz eingegliedert. Aufgrund seiner Lage an der Landesgrenze zu Bayern erlangte der Bahnhof des Ortes als Grenzbahnhof Gutenfürst von 1945 bis 1990 eine gewisse Bedeutung, da er an der Demarkationslinie (Innerdeutschen Grenze) zwischen der US-amerikanischen und sowjetischen Besatzungszone, beziehungsweise zwischen der Bundesrepublik Deutschland und der DDR lag.

## Geographie

### Lage und Verkehr

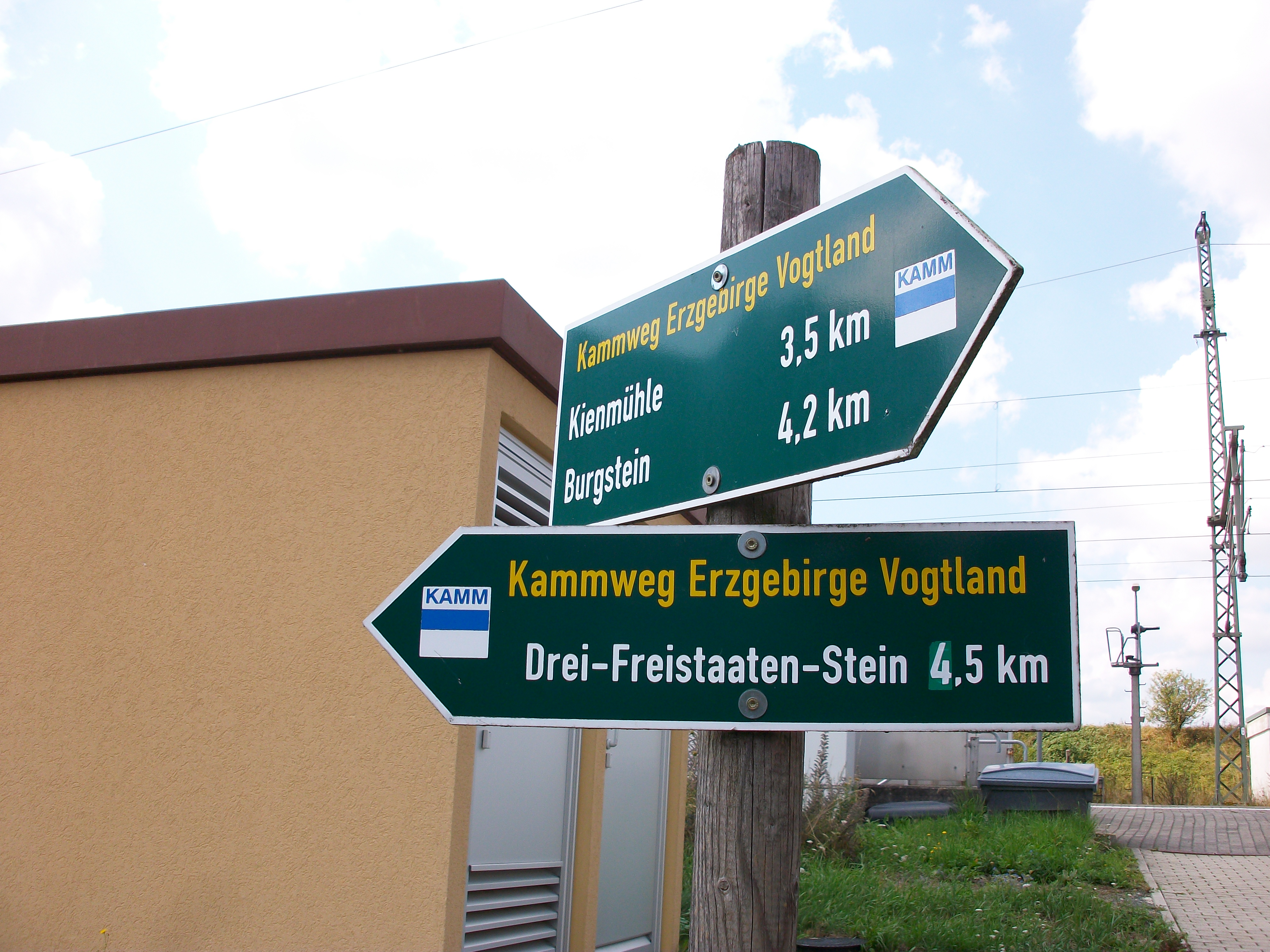
Wegweiser Kammweg Erzgebirge–Vogtland am Bahnhof Gutenfürst

Gutenfürst liegt im Südwesten der Gemeinde Weischlitz an der Grenze zu Bayern unweit des Dreiländerecks Sachsen–Bayern–Thüringen mit dem Drei-Freistaaten-Stein. Der Ort liegt am Kammweg Erzgebirge–Vogtland. Gutenfürst ist von Laub- und Nadelwald umgeben (Gutenfürster Forst). Er liegt im Landschaftsschutzgebiet „Burgsteinlandschaft“. Der Brauhauspöhl am Ortseingang wurde als Naturschutzgebiet festgesetzt. Die westliche Flur von Gutenfürst grenzt an Bayern und gehört somit zum Naturschutzgebiet Grünes Band Deutschland, welches die ehemalige Innerdeutsche Grenze umfasst. Dort führt auch die Bahnstrecke Leipzig–Hof über die Landesgrenze nach Bayern. Der Bahnhof Gutenfürst, welcher ebenfalls an dieser Bahnstrecke liegt, war zwischen 1945 und 1990 Grenzbahnhof an der Innerdeutschen Grenze.
Gutenfürst befindet sich im Westen des Vogtlandkreises und im sächsischen Teil des historischen Vogtlands an der Grenze zum Bayerischen Vogtland. Geografisch liegt der Ort im Zentrum des Naturraums Vogtland (Mittelvogtländisches Kuppenland).
Der Ort ist mit den vertakteten RufBus-Linien 52 und 53 des Verkehrsverbunds Vogtland an Weischlitz und Oelsnitz angebunden.

### Nachbarorte
Gutenfürst grenzt an drei weitere Ortsteile der Gemeinde Weischlitz und einen Ortsteil der Gemeinde Feilitzsch im oberfränkischen Landkreis Hof in Bayern.
| Grobau                | Kemnitz                                     |         |
| Flur von Stöckigt     | Kompassrose, die auf Nachbargemeinden zeigt | Kröstau |
| Münchenreuth (Bayern) |                                             | Krebes  |

## Geschichte

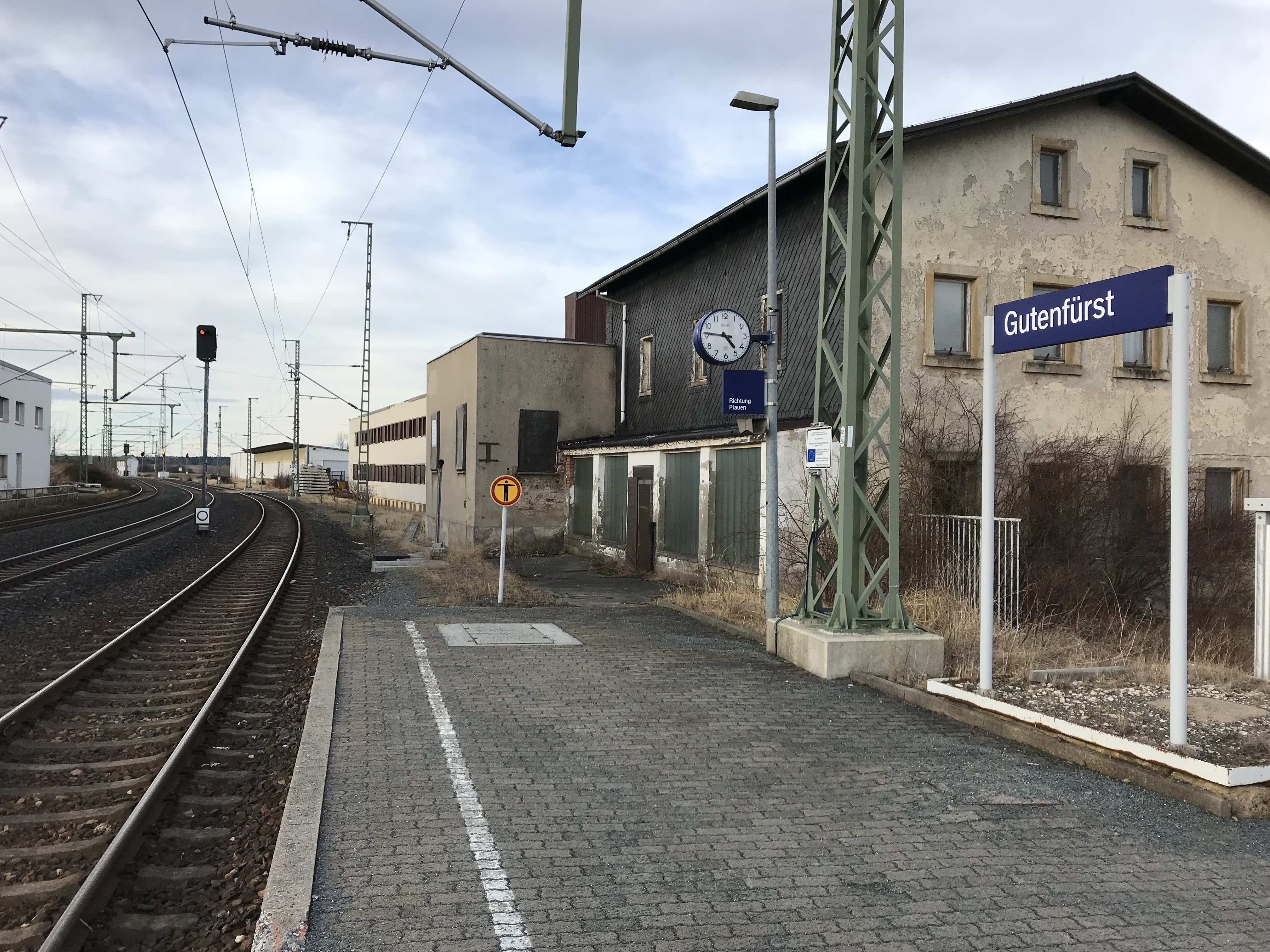
Bahnhof Gutenfürst

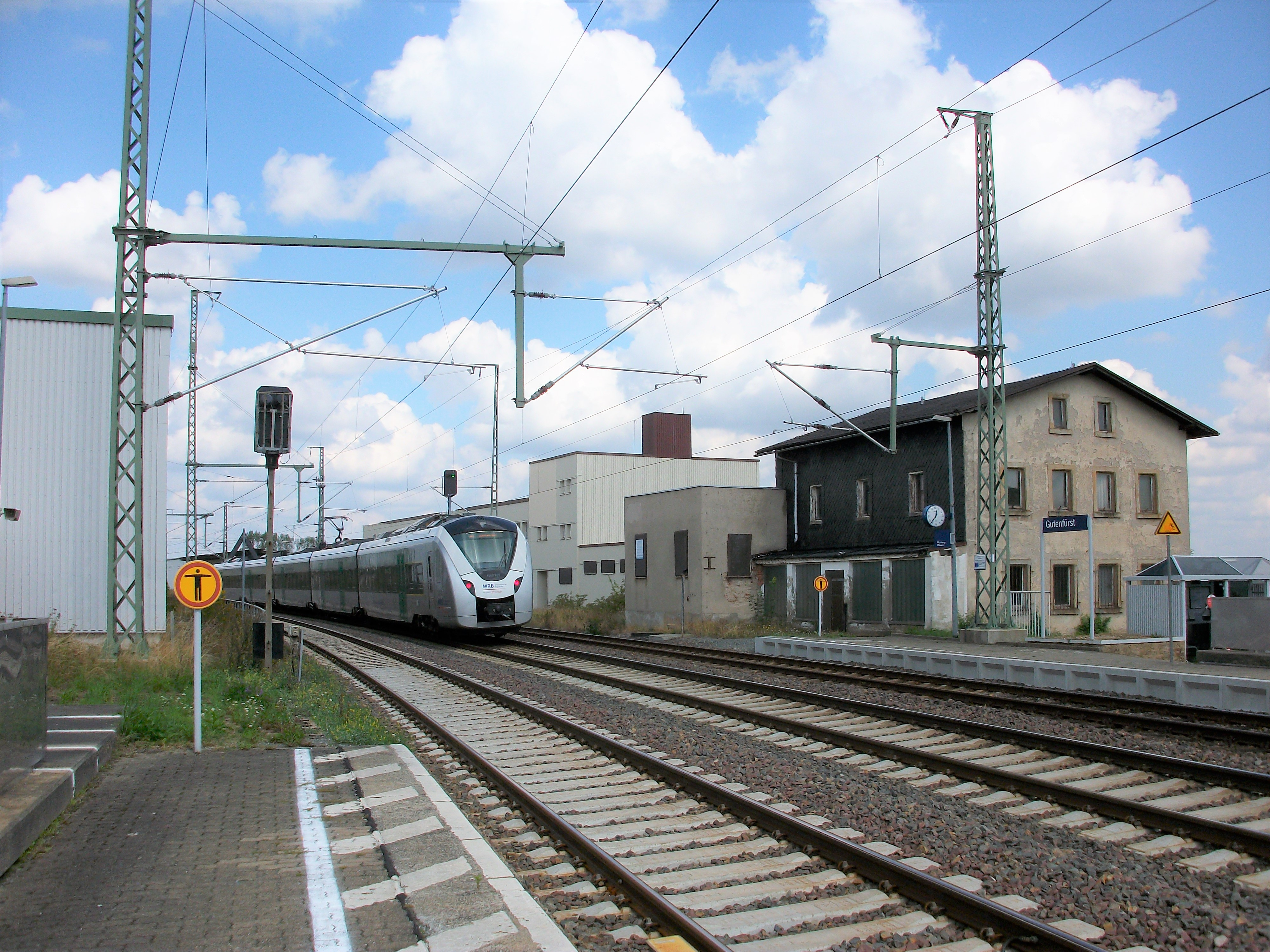
Mitteldeutsche Regiobahn im Bahnhof Gutenfürst (2019)

Der Ort wurde 1418 erstmals als zum Guten First erwähnt. Die Bedeutung leitet sich vom mittelhochdeutschen „virst“ – „Bergrücken, Gebirgskamm“ ab. Das Determinatum wurde jedoch auch als „Forst“ verstanden. Es handelt sich also um einen Ort, der durch seine gute Lage auf einem Bergrücken oder in deinem Forst charakterisiert wird.
Durch vielerlei Einwirkungen, wie z. B. Hussitenkriege, Seuchen und Brand, durch Befall eines Heuschreckenzuges im August 1693, durch den Dreißigjährigen Krieg, Pest und Hungersnot wurde die Existenz des Ortes und seiner Bewohner auf harte Prüfungen gestellt. Das bereits um 1583 erwähnte Rittergut Gutenfürst, welches auch die Grundherrschaft über Gutenfürst ausübte, gehörte zu frühesten Zeiten der Familie von Feilitzsch. Danach gelangte es an die Familie von Etzdorff (um 1570), anschließend nochmals an die Familie von Feilitzsch (um 1588) und danach an Walther von Nischwitz (1605). Die folgenden Besitzer waren Joachim von Reibold und die
Herren von der Heydte, die das Gut noch in der Mitte des 19. Jahrhunderts besaßen. Zum Rittergut Gutenfürst gehörte ein Vorwerk in Grobau und fünf Häuser nebst Anteilen von Krebes, Stöckigt und Kemnitz.
Die heutige Schreibweise mit „ü“, die ab 1640 belegt ist, dürfte ihren Ursprung in der Kanzleisprache haben. Seit 1506 gehörte Gutenfürst zum kursächsischen bzw. königlich-sächsischen Amt Plauen. Am 20. November 1848 wurde der Abschnitt Plauen–Hof der Bahnstrecke Leipzig–Hof zusammen mit dem Haltepunkt Gutenfürst eröffnet. Die Gesamtstrecke war erst ab 1851 befahrbar. 1856 wurde der Ort dem Gerichtsamt Plauen und 1875 der Amtshauptmannschaft Plauen angegliedert. Kirchlich gehört Gutenfürst seit jeher zur sogenannten Streitpfarre Kemnitz.
Im April und Mai 1945 war Gutenfürst zunächst von den Amerikanern besetzt, die sich Anfang Juli 1945 auf die im Frühjahr 1945 festgelegte Demarkationslinie hinter die sächsisch-bayerische Grenze zurückzogen. Die Rote Armee besetzte daraufhin die freigewordenen, ihr zugewiesenen Gebiete. Gutenfürst als letzte Station vor der Demarkationslinie war somit Grenzbahnhof geworden. In der Anfangszeit verkehrten nur unregelmäßig Züge, erst ab dem 20. Dezember 1945 fuhren wieder regelmäßig Güterzüge mit Kohle aus dem Mitteldeutschen Braunkohlerevier über die Zonengrenze. Durch die zweite Kreisreform in der DDR kam die Gemeinde Gutenfürst im Jahr 1952 zum Kreis Plauen-Land im Bezirk Chemnitz (1953 in Bezirk Karl-Marx-Stadt umbenannt). Unbeschränkter Interzonenverkehr über den Grenzbahnhof Gutenfürst wurde im Jahr 1954 aufgenommen. Zwischen 1975 und 1980 wurde der Bahnhof Gutenfürst festungsähnlich ausgebaut, um Fluchten zu verhindern.
Nach der Wende 1989/90 entfiel die Bedeutung als Grenzbahnhofs, dadurch sank die Bedeutung des Bahnhofs Gutenfürst, der heute nur noch im Regionalverkehr bedient wird, rapide. Die Gemeinde Gutenfürst gehörte seit 1990 zum sächsischen Landkreis Plauen. Am 1. Januar 1994 schloss sich die Gemeinde Gutenfürst im Zuge der ersten sächsischen Kreisreform mit den sechs Gemeinden Geilsdorf, Großzöbern, Heinersgrün, Kemnitz, Krebes und Schwand zur Gemeinde Burgstein zusammen, die ihren Namen vom Berg Burgstein mit seinen beiden Kirchenruinen erhielt. Diese gehörte seit 1996 zum Vogtlandkreis. Durch die Eingliederung der Gemeinde Burgstein in die Großgemeinde Weischlitz bildet Gutenfürst seit dem 1. Januar 2011 einen Ortsteil von Weischlitz.

### Entwicklung der Einwohnerzahl
| Jahr | Einwohnerzahl                                      |
| ---- | -------------------------------------------------- |
| 1583 | 8 besessene Mann                                   |
| 1748 | 1 besessene Mann, 14 Häusler, 1 Hufe (34 Scheffel) |
| 1834 | 219                                                |
| 1871 | 222                                                |
| 1890 | 212                                                |
| 1910 | 195                                                |
| 1925 | 207                                                |

| Jahr | Einwohnerzahl |
| ---- | ------------- |
| 1939 | 166           |
| 1946 | 232           |
| 1950 | 212           |
| 1964 | 226           |
| 1990 | 258           |
| 2011 | 157           |